# The X Factor (kilencedik évad)
A The X Factor brit tehetségkutató kilencedik évada 2012. augusztus 18-án indult az ITV műsorán.
A meghallgatások előtt az ITV bejelentette, hogy Louis Walsh, Gary Barlow és Tulisa Contostavlos is visszatér a zsűribe. Később bejelentették Nicole Scherzingert mint negyedik állandó mentort.
Kelly Rowland nem vállalta a show-ba való visszatérést, ezért a korai meghallgatásokon vendégmentorok zsűriztek. Geri Halliwell, Leona Lewis, Rita Ora, Nicole Scherzinger, Mel B és Anastacia kapott felkérést a vendégzsűrizésre. Végül június 15-én az ITV bejelentette, hogy Nicole Scherzinger lesz a negyedik zsűritag 2012-ben.
Dermot O'Leary 2012-ben is visszatért a műsorvezetői pozícióba az ITV-n. Az ITV2-n a műsor háttérműsorát ebben az évben is Olly Murs és Caroline Flack vezette.
Az évad első ajánlóját július 30-án mutatták be, melyben a korábbi évadok versenyzői közül Alexandra Burke, JLS, One Direction, Little Mix, Leona Lewis és Olly Murs kapott szerepet.
A sorozatot ellentmondásosnak ítélték a számos meghallgatás miatt, beleértve Zoe Alexandert, aki káromkodott a bírák előtt, és bántalmazta a stáb tagjait. Az élő show szintén ellentmondásos volt Carolynne Poole és Ella Henderson kiesésénél. Változás, hogy a versenyzők szereplése előtt elindították a szavazást, a korábbi 8 évaddal ellentétben. Ez a sorozat indult a legalacsonyabb nézettséggel 2006 óta, és gyakran verték más programok, mint a Strictly Come Dancing, Downton Abbey és az I'm Celebrity ... Get Me Out of Here! Ennek fináléja kapta a legalacsonyabb nézettséget az X Factorban 2005 óta.
A 2012. december 8-i eredményhirdetés után James Arthur és Jahmene Douglas maradt versenyben, ami garantálta Nicole Scherzinger győzelmét, hiszen mindkét versenyző az ő kategóriájában versenyzett. 2012. december 9-én kiderült a győztes személye, aki James Arthur lett.

## A zsűri, a műsorvezetők és más személyek
2012. április 17-én bejelentették, hogy Gary Barlow visszatér a zsűribe. Május 3-án azt is bejelentették, hogy Louis Walsh is visszatér, immár kilencedik éve zsűrizik a műsorban. Tulisa Contostavlos szintén visszatért a showba, de Kelly Rowland nem tért vissza.
A negyedik zsűritagot nem sikerült időben megtalálni, ezért a korai meghallgatásokra vendégzsűriket hívott az ITV. Geri Halliwell, Leona Lewis, Rita Ora, Nicole Scherzinger, Mel B és Anastacia foglaltak helyet a három zsűritag mellett. Többen esélyesek voltak arra, hogy főállást is megkaphatják, például Halliwell, Alesha Dixon és Rochelle Wiseman is. 1–4. évad mentora Sharon Osbourne, 4–7. évad mentora Dannii Minogue, Katy Perry és Rihanna állítólag visszautasították a felkérést. Miután vendégmentorként szerepelt, Scherzingernek felajánlottak $1 milliót, hogy vállalja el a zsűrizést főállásban, Nicole Scherzinger elvállalta, az ITV június 15-énjelnettette be, hogy ő a legújabb mentor. .
Dermot O'Leary vezeti ismét a műsort az ITV-n. miközben Caroline Flack ésOlly Murs fogják a show háttérműsorát vezetni az ITV2-n.
Brian Friedman kreatív igazgató, aki 2010-ben hagyta ott a műsort, idén visszatér a régi munkájához, ezzel szemben Natalya Nair-nek a sminkesek vezetőjének szerződését nem hosszabbította meg a televíziós csatorna.

## A kiválasztás menete

### Jelentkezés és a válogatások
Ebben az évben lehetett először a Facebook segítségével jelentkezni a műsorba. A producerek úgynevezett a "mobile audition van"-okat hoztak létre Anglia és Írország területén az olyan városokban, ahol nem volt lehetőség aréna meghallgatásokra. A mobil meghallgatások Plymouth-ban kezdődtek és 18 nappal később Brighton-ban fejeződtek be. Az autó minden nap egy-egy városban időzött, kivétel ez alól Dublin, mert ott két napig április 28-án és 29-én zajlottak a mobil meghallgatások. Városok, ahol a mozgó meghallgatások voltak: Aberystwyth, Bangor, Blackpool, Carlisle, Edinburgh, Inverness, Aberdeen, Dundee, Middlesbrough, Wakefield, Derby, Norwich, Colchester, Southend-on-Sea és Chatham.
A zsűri meghallgatásai május 15-én kezdődtek volna, de a negyedik állandó mentor hiánya miatt elhalasztották.—majd a válogatások május 23-án Liverpool (Echo Arena)-ban kezdődtek május 26-30-ig London (The O2 Arena)-ban folytatódtak. június 5-7-ig Manchester (EventCity)-ben folytak a meghallgatások, június 11-én Glasgow (SECC)-ba utaztak a mentorok. Június 18-án Newcastle (Metro Radio Arena)-ban folytatódott a válogatás ahol már mind a négy zsűritag jelen volt. június 25-én Cardiff (Motorpoint Arena Cardiff)-ban lesz az utolsó meghallgatás.
Geri Halliwell volt az első vendégzsűritag a Liverpoolban megrendezett meghallgatásokon. A London-i meghallgatásokon Leona Lewis május 26-án és május 29-én délután zsűrizett, Rita Ora május 28-án és május 29-én délelőtt foglalta el a széket Gary Barlow mellett, Nicole Scherzinger , pedig május 30-án zsűrizett. Melanie Brown a manchesteri meghallgatások vendégzsűrije volt. Anastacia pedig Glasgow-ban zsűrizett. Nicole Scherzinger a Newcastle-i válogatásoktól tölti be a teljes állású mentor pozíciót.
| Dátum             | Város      | Helyszín                 | Vendégzsűritag                                 |
| ----------------- | ---------- | ------------------------ | ---------------------------------------------- |
| 2012. május 23.   | Liverpool  | Echo Arena               | Geri Halliwell                                 |
| 2012. május 26.   | London     | The O2 Arena             | Leona Lewis                                    |
| 2012. május 28.   | London     | The O2 Arena             | Rita Ora                                       |
| 2012. május 29.   | London     | The O2 Arena             | Rita Ora, Leona Lewis                          |
| 2012. május 30.   | London     | The O2 Arena             | Nicole Scherzinger                             |
| 2012. június 5-7. | Manchester | EventCity                | Mel B                                          |
| 2012. június 11.  | Glasgow    | SECC                     | Anastacia                                      |
| 2012. június 18.  | Newcastle  | Metro Radio Arena        | Nincs (a negyedik zsűritag Nicole Scherzinger) |
| 2012. június 25.  | Cardiff    | Motorpoint Arena Cardiff | Nincs (a negyedik zsűritag Nicole Scherzinger) |

### Tábor
2012. július 4-én bejelentették, hogy ebben az évben a tábor nem Londonban kerül megrendezésre az olimpiai játékok miatt, helyette a tábor helyszíne Liverpool lesz. A műsor készítői azt ígérték, ez a tábor lesz a legkíméletlenebb a versenyzőkkel szemben.
A tábor első napján 70 versenyző távozott a műsorból éneklés nélkül, a tánctudásuk és a válogatón nyújtott teljesítményük alapján. A tábor 2012. július 18-20-án került megrendezésre a liverpooli Echo Arenában. Ebben az évben a 25 év felettiek kategóriája 28 évre emelkedett. 
Idén Simon Cowell maga döntötte el és értesítette a mentorokat arról, hogy a tábor után melyik kategória mentorai lettek.
A tábor adásai 2012. szeptember 22-én és 23-án kerültek képernyőre. Ez volt az első két olyan adás, amely vendégzsűritagok nélkül futott.
 A tábor első napján 70 versenyző ment haza éneklés nélkül a zsűritagok előzetes döntése alapján. Ezen a napon a versenyzők hármasával választhattak egy dalt az alábbiak közül: What Doesn't Kill You (Stronger);Respect, Moves like Jagger, Are You Gonna Go My Way, Crazy in Love, Next to Me, She Said, Use Somebody és a How to Save a Life. A dal eléneklése után a versenyzők megtudták, hogy folytathatják-e a versenyt a tábor második napján is.
A tábor második napján, a továbbjutott 70 versenyző maga választhatott egy dalt, amelyet előadott a zsűri és az 5000 fős közönség előtt.
A tábor utolsó napján bejelentették kategóriánként azt a 6-6 továbbjutót aki a Mentorok Házában küzdhet majd a legjobb 12-be való bekerülésért. A mentorok, pedig megtudták idén melyik kategória mentorai lettek.
| 28 felettiek        | Fiúk               | Lányok          | Csapatok             |
| ------------------- | ------------------ | --------------- | -------------------- |
| Kye Sones           | James Arthur       | Ella Henderson  | Mitsotu              |
| Melanie Masson      | Jahmene Douglas    | Amy Mottram     | Duke                 |
| Nicola Marie        | Nathan Fagle-Gayle | Jade Collins    | MK1                  |
| Brad Shackleton     | Adam Burridge      | Lucy Spraggan   | Poisonous Twin       |
| Carolynne Poole     | Rylan Clarke       | Leanne Robinson | GMD3                 |
| Christopher Maloney | Jake Quickenden    | Jade Ellis      | Times Red és Union J |

### Mentorok háza
Idén 25 versenyző jutott tovább a show ezen állomására, ami azt jelenti, hogy 12-en fognak majd bejutni az első élő adásba, ellentétben a 2010-es és a tavalyi évaddal, amelyekben 16 versenyző versenyzett az első élő showban. A 24 versenyzőből azért lett 25, mert a táborból továbbjutott Rough Copy-t kizárták a versenyből és a helyére két másik csapat érkezett a Times Red és az Union J.
| Mentor       | Kategória    | Helyszín                         | Vendégmentor    | Kiesett versenyzők                                 |
| ------------ | ------------ | -------------------------------- | --------------- | -------------------------------------------------- |
| Barlow       | 28 felettiek | Boughton House, Northamptonshire | Cheryl Cole     | Nicola Marie, Brad Shackleton, Christopher Maloney |
| Contostavlos | Lányok       | Saint Lucia                      | Tinie Tempah    | Amy Mottram, Jade Collins, Leanne Robinson         |
| Scherzinger  | Fiúk         | Dubaj                            | Ne-Yo           | Nathan Fagan-Gayle, Adam Burridge, Jake Quickenden |
| Walsh        | Csapatok     | Las Vegas                        | Sharon Osbourne | Mitsotu, Duke, Poisonous Twin, Times Red           |

A mentorok háza második adásában minden mentor adott egy "wildcardot", annak a versenyzőnek, aki ugyan nem jutott be az élő adásba, de a mentor szerint ott lenne a helye. A négy versenyző közül a közönség döntése alapján 1 versenyző kerülhet be az élő adásba, a visszatérő versenyzőt október 6-án jelentik be az első élő show-ban, ahol már ő is a nézői szavazatokért fog énekelni. Így az egyik mentornak eggyel több versenyzője lesz versenyben. Barlow Christopher Maloney-t, Scherzinger Adam Burridge-t, Walsh Times Red-t és Contostavlos Amy Mottram-t választotta.

## Döntősök
A döntőbe került versenyzők:
Jelzések:
     – Nyertes
     – Második hely
     – Harmadik hely
     – Visszalépett
| Kategória (mentor)    | Versenyzők          | Versenyzők     | Versenyzők      | Versenyzők |
| --------------------- | ------------------- | -------------- | --------------- | ---------- |
| Fiúk (Scherzinger)    | James Arthur        | Rylan Clark    | Jahméne Douglas |            |
| Lányok (Contostavlos) | Jade Ellis          | Ella Henderson | Lucy Spraggan   |            |
| 28 felettiek (Barlow) | Christopher Maloney | Melanie Masson | Carolynne Poole | Kye Sones  |
| Csapatok (Walsh)      | District3           | MK1            | Union J         |            |

### Élő adások
Az első élő adás 2012. október 6-án került képernyőre. Az évad fináléja Manchester-ben lesz a Manchester Central-ban. Ez az első alkalom, hogy a finálé London városán kívül kerül megrendezésre.
Idén először a versenyzők lehetőséget kapnak a saját dalaik eléneklésére, mert azok nagyon sikeresek voltak a válogatók alatt is.

A végső 12 előadót, szeptember 30-án jelentették be a Mentorok háza záró epizódjában. Idén minden mentor az 1. élő adás idejére visszahív egy előadót, azaz a visszahívott 4 előadó közül a nézők által legtöbb szavazatot elnyert versenyző kerül be a legjobb 12 közé és ő lehet a 13. előadó, ami azt is jelenti, hogy egy mentornak egyszerre 4 versenyzője fog küzdeni a végső nyereményért, az 1 millió fontos lemezszerződésért.
Lucy Spraggan nem lépett fel a 4. élő adásban betegsége miatt.Lucy túl beteg Lucy a betegsége miatt az 5. élő adás előtt a visszalépés mellett döntött.

 Az élő adások folyamán fellépett Leona Lewis, Ne-Yo, Rebecca Ferguson, Taylor Swift, Labirinth, Emeli Sandé, a JLS, a Fun, Robbie Williams, Rita Ora, a No Doubt, One Direction, Little Mix Ed Sheeran, Olly Murs, Alicia Keys, Bruno Mars, Rihanna, Pink és a show egyik mentora Tulisa Contostavlos
A december 8-án a döntő első felvonásában Kelly Clarkson, Kylie Minogue és Rita Ora lépett fel. A december 9-i adásban a One Direction, Rihanna, Emeli Sandé énekelt a 10000 néző előtt.

## A győztes dala
Idén a győztes dala, egyben a jótékonysági dal is lesz, ami különbözik az előző négy év tendenciájától. Simon Cowell 2012. november 28-án bejelentette, hogy a győztes dalból származó bevétel 100%-át a Together for Short Lives nevű szervezetnek fogják felajánlani. Idén a szokásoktól eltérően minden döntősnek más- más dalt választott Simon győztes dalnak. Olyan dalt próbált választani, ami legjobban illik az előadóhoz. A győztes James Arthur lett. A győztes dala pedig a Impossible című dal.

### Eredmények összefoglalója
Jelzések
| – | A versenyző nem lépett fel                      |
| – | A versenyző párbajozott                         |
| – | A versenyző a legkevesebb szavazattal ment haza |
| – | A versenyző, aki a szavazatok többségét kapta   |

| Versenyzők             | 1. hét                            | 1. hét                             | 2. hét                            | 3. hét                        | 4. hét                        | 5. hét                        | 6. hét                        | 7. hét                            | 8. hét                          | 9. hét                                                                              | 10. hét/Finálé                                                                      | 10. hét/Finálé                                                                      |
| Versenyzők             | Wildcard szavazás                 | Szavazás kieséshez                 | 2. hét                            | 3. hét                        | 4. hét                        | 5. hét                        | 6. hét                        | 7. hét                            | 8. hét                          | 9. hét                                                                              | Szombat                                                                             | Vasárnap                                                                            |
| ---------------------- | --------------------------------- | ---------------------------------- | --------------------------------- | ----------------------------- | ----------------------------- | ----------------------------- | ----------------------------- | --------------------------------- | ------------------------------- | ----------------------------------------------------------------------------------- | ----------------------------------------------------------------------------------- | ----------------------------------------------------------------------------------- |
| James Arthur           | N/A                               | 6. 5,6%                            | 6. 7,4%                           | 6. 7,4%                       | 3. 12,0%                      | 6. 7,7%                       | 3. 14,0%                      | 5. 13,7%                          | 1. 40,7%                        | 1. 41,2%                                                                            | 1. 51,7%                                                                            | Nyertes 53,7%                                                                       |
| Jahméne Douglas        | N/A                               | 2. 13,2%                           | 2. 11,4%                          | 2. 15,6%                      | 2. 15,4%                      | 2. 16,9%                      | 2. 14,9%                      | 2. 17,4%                          | 3. 18,1%                        | 2. 22,0%                                                                            | 2. 31,5%                                                                            | Második 38,9%                                                                       |
| Christopher Maloney    | 1. 63,5%                          | 1. 28,8%                           | 1. 21,9%                          | 1. 22,6%                      | 1. 24,7%                      | 1. 27,6%                      | 1. 23,6%                      | 1. 26,4%                          | 2. 21,0%                        | 3. 18,7%                                                                            | 3. 16,8%                                                                            | Kiesett (10. hét)                                                                   |
| Union J                | N/A                               | 4. 7,3%                            | 7. 7,1%                           | 8. 5,9%                       | 8. 6,3%                       | 4. 10,4%                      | 6. 11,7%                      | 4. 14,7%                          | 4. 11,8%                        | 4. 18,1%                                                                            | Kiesett (9. hét)                                                                    | Kiesett (9. hét)                                                                    |
| Rylan Clark            | N/A                               | 12. 3,1%                           | 3. 10,2%                          | 4. 8,8%                       | 7. 7,2%                       | 7. 7,2%                       | 5. 12,4%                      | 3. 15,7%                          | 5. 8,4%                         | Kiesett (8. hét)                                                                    | Kiesett (8. hét)                                                                    | Kiesett (8. hét)                                                                    |
| Ella Henderson         | N/A                               | 3. 13,1%                           | 4. 9,5%                           | 3. 10,2%                      | 6. 8,2%                       | 5. 8,8%                       | 4. 13,0%                      | 6. 12,1%                          | Kiesett (7. hét)                | Kiesett (7. hét)                                                                    | Kiesett (7. hét)                                                                    | Kiesett (7. hét)                                                                    |
| District3              | N/A                               | 8. 4,0%                            | 11. 4,7%                          | 5. 8,4%                       | 4. 10,0%                      | 3. 14,7%                      | 7. 10,4%                      | Kiesett (6. hét)                  | Kiesett (6. hét)                | Kiesett (6. hét)                                                                    | Kiesett (6. hét)                                                                    | Kiesett (6. hét)                                                                    |
| Kye Sones              | N/A                               | 7. 4,1%                            | 8. 5,3%                           | 10. 4,9%                      | 5. 10,0%                      | 8. 6,7%                       | Kiesett (5. hét)              | Kiesett (5. hét)                  | Kiesett (5. hét)                | Kiesett (5. hét)                                                                    | Kiesett (5. hét)                                                                    | Kiesett (5. hét)                                                                    |
| Lucy Spraggan          | N/A                               | 5. 7,3%                            | 5. 7,6%                           | 7. 6,5%                       | N/A                           | Visszalépett (5. hét)         | Visszalépett (5. hét)         | Visszalépett (5. hét)             | Visszalépett (5. hét)           | Visszalépett (5. hét)                                                               | Visszalépett (5. hét)                                                               | Visszalépett (5. hét)                                                               |
| Jade Ellis             | N/A                               | 9. 4,0%                            | 9. 5,2%                           | 9. 5,1%                       | 9. 6,2%                       | Kiesett (4. hét)              | Kiesett (4. hét)              | Kiesett (4. hét)                  | Kiesett (4. hét)                | Kiesett (4. hét)                                                                    | Kiesett (4. hét)                                                                    | Kiesett (4. hét)                                                                    |
| MK1                    | N/A                               | 10. 3,4%                           | 10. 5,1%                          | 11. 4,6%                      | Kiesett (3. hét)              | Kiesett (3. hét)              | Kiesett (3. hét)              | Kiesett (3. hét)                  | Kiesett (3. hét)                | Kiesett (3. hét)                                                                    | Kiesett (3. hét)                                                                    | Kiesett (3. hét)                                                                    |
| Melanie Masson         | N/A                               | 11. 3,2%                           | 12. 4,6%                          | Kiesett (2. hét)              | Kiesett (2. hét)              | Kiesett (2. hét)              | Kiesett (2. hét)              | Kiesett (2. hét)                  | Kiesett (2. hét)                | Kiesett (2. hét)                                                                    | Kiesett (2. hét)                                                                    | Kiesett (2. hét)                                                                    |
| Carolynne Poole        | N/A                               | 13. 2,9%                           | Kiesett (1. hét)                  | Kiesett (1. hét)              | Kiesett (1. hét)              | Kiesett (1. hét)              | Kiesett (1. hét)              | Kiesett (1. hét)                  | Kiesett (1. hét)                | Kiesett (1. hét)                                                                    | Kiesett (1. hét)                                                                    | Kiesett (1. hét)                                                                    |
| Adam Burridge          | 4. 6,2%                           | Nem szavazták vissza (1. hét)      | Nem szavazták vissza (1. hét)     | Nem szavazták vissza (1. hét) | Nem szavazták vissza (1. hét) | Nem szavazták vissza (1. hét) | Nem szavazták vissza (1. hét) | Nem szavazták vissza (1. hét)     | Nem szavazták vissza (1. hét)   | Nem szavazták vissza (1. hét)                                                       | Nem szavazták vissza (1. hét)                                                       | Nem szavazták vissza (1. hét)                                                       |
| Amy Mottram            | 2. 17,8%                          | Nem szavazták vissza (1. hét)      | Nem szavazták vissza (1. hét)     | Nem szavazták vissza (1. hét) | Nem szavazták vissza (1. hét) | Nem szavazták vissza (1. hét) | Nem szavazták vissza (1. hét) | Nem szavazták vissza (1. hét)     | Nem szavazták vissza (1. hét)   | Nem szavazták vissza (1. hét)                                                       | Nem szavazták vissza (1. hét)                                                       | Nem szavazták vissza (1. hét)                                                       |
| Times Red              | 3. 12,5%                          | Nem szavazták vissza (1. hét)      | Nem szavazták vissza (1. hét)     | Nem szavazták vissza (1. hét) | Nem szavazták vissza (1. hét) | Nem szavazták vissza (1. hét) | Nem szavazták vissza (1. hét) | Nem szavazták vissza (1. hét)     | Nem szavazták vissza (1. hét)   | Nem szavazták vissza (1. hét)                                                       | Nem szavazták vissza (1. hét)                                                       | Nem szavazták vissza (1. hét)                                                       |
|                        |                                   |                                    |                                   |                               |                               |                               |                               |                                   |                                 |                                                                                     |                                                                                     |                                                                                     |
| Párbaj                 | Nincs                             | Clark, Poole                       | District3, Masson                 | MK1, Sones                    | Ellis, Union J                | Clark, Sones                  | District3, Union J            | Arthur, Henderson                 | Clark, Union J                  | Nincs párbaj, a mentorok sem döntenek, a szavazók döntik el ki nyer, és ki esik ki. | Nincs párbaj, a mentorok sem döntenek, a szavazók döntik el ki nyer, és ki esik ki. | Nincs párbaj, a mentorok sem döntenek, a szavazók döntik el ki nyer, és ki esik ki. |
| Walsh szavazata        | Nincs                             | Poole                              | Masson                            | Sones                         | Ellis                         | Clark                         | megtagadta a szavazást        | Arthur                            | Clark                           | Nincs párbaj, a mentorok sem döntenek, a szavazók döntik el ki nyer, és ki esik ki. | Nincs párbaj, a mentorok sem döntenek, a szavazók döntik el ki nyer, és ki esik ki. | Nincs párbaj, a mentorok sem döntenek, a szavazók döntik el ki nyer, és ki esik ki. |
| Contostavlos szavazata | Nincs                             | Clark                              | Masson                            | Sones                         | Union J                       | Sones                         | N/A                           | Arthur                            | Clark                           | Nincs párbaj, a mentorok sem döntenek, a szavazók döntik el ki nyer, és ki esik ki. | Nincs párbaj, a mentorok sem döntenek, a szavazók döntik el ki nyer, és ki esik ki. | Nincs párbaj, a mentorok sem döntenek, a szavazók döntik el ki nyer, és ki esik ki. |
| Barlow szavazat        | Nincs                             | Clark                              | District3                         | MK1                           | Ellis                         | Clark                         | District3                     | Henderson                         | Clark                           | Nincs párbaj, a mentorok sem döntenek, a szavazók döntik el ki nyer, és ki esik ki. | Nincs párbaj, a mentorok sem döntenek, a szavazók döntik el ki nyer, és ki esik ki. | Nincs párbaj, a mentorok sem döntenek, a szavazók döntik el ki nyer, és ki esik ki. |
| Scherzinger szavazata  | Nincs                             | Poole                              | District3                         | MK1                           | Ellis                         | Sones                         | District3                     | Henderson                         | Union J                         | Nincs párbaj, a mentorok sem döntenek, a szavazók döntik el ki nyer, és ki esik ki. | Nincs párbaj, a mentorok sem döntenek, a szavazók döntik el ki nyer, és ki esik ki. | Nincs párbaj, a mentorok sem döntenek, a szavazók döntik el ki nyer, és ki esik ki. |
| Kiesett                | Amy Mottram 17,8% visszatéréshez  | Carolynne Poole 2/4 szavazat Nézők | Melanie Masson 2/4 szavazat Nézők | MK1 2/4 szavazat Nézők        | Jade Ellis 3/4 szavazat Zsűri | Kye Sones 2/4 szavazat Nézők  | District3 2/2 szavazat Zsűri  | Ella Henderson 2/4 szavazat Nézők | Rylan Clark 3 /4 szavazat Zsűri | Union J 18,1% bentmaradáshoz                                                        | Christopher Maloney 16,8% győzelemhez                                               | Jahméne Douglas 38,9% a győzelemhez                                                 |
| Kiesett                | Times Red 12,5% visszatéréshez    | Carolynne Poole 2/4 szavazat Nézők | Melanie Masson 2/4 szavazat Nézők | MK1 2/4 szavazat Nézők        | Jade Ellis 3/4 szavazat Zsűri | Kye Sones 2/4 szavazat Nézők  | District3 2/2 szavazat Zsűri  | Ella Henderson 2/4 szavazat Nézők | Rylan Clark 3 /4 szavazat Zsűri | Union J 18,1% bentmaradáshoz                                                        | Christopher Maloney 16,8% győzelemhez                                               | Jahméne Douglas 38,9% a győzelemhez                                                 |
| Kiesett                | Adam Burridge 6,2% visszatéréshez | Carolynne Poole 2/4 szavazat Nézők | Melanie Masson 2/4 szavazat Nézők | MK1 2/4 szavazat Nézők        | Jade Ellis 3/4 szavazat Zsűri | Kye Sones 2/4 szavazat Nézők  | District3 2/2 szavazat Zsűri  | Ella Henderson 2/4 szavazat Nézők | Rylan Clark 3 /4 szavazat Zsűri | Union J 18,1% bentmaradáshoz                                                        | Christopher Maloney 16,8% győzelemhez                                               | Jahméne Douglas 38,9% a győzelemhez                                                 |